# Quercus chrysolepis
Quercus chrysolepis är en bokväxtart som beskrevs av Frederik Michael Liebmann. Quercus chrysolepis ingår i släktet ekar, och familjen bokväxter. Inga underarter finns listade.

## Bildgalleri

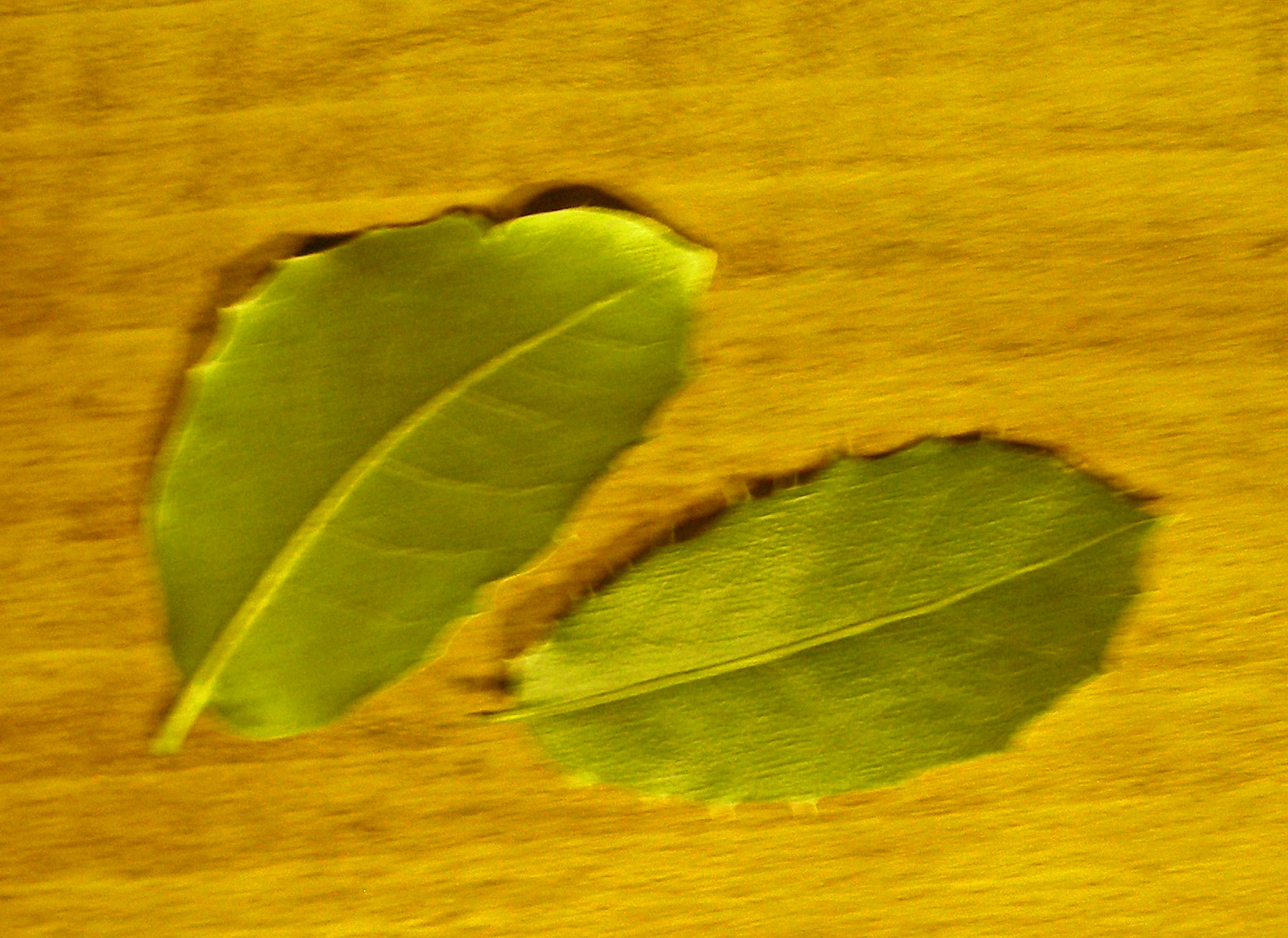
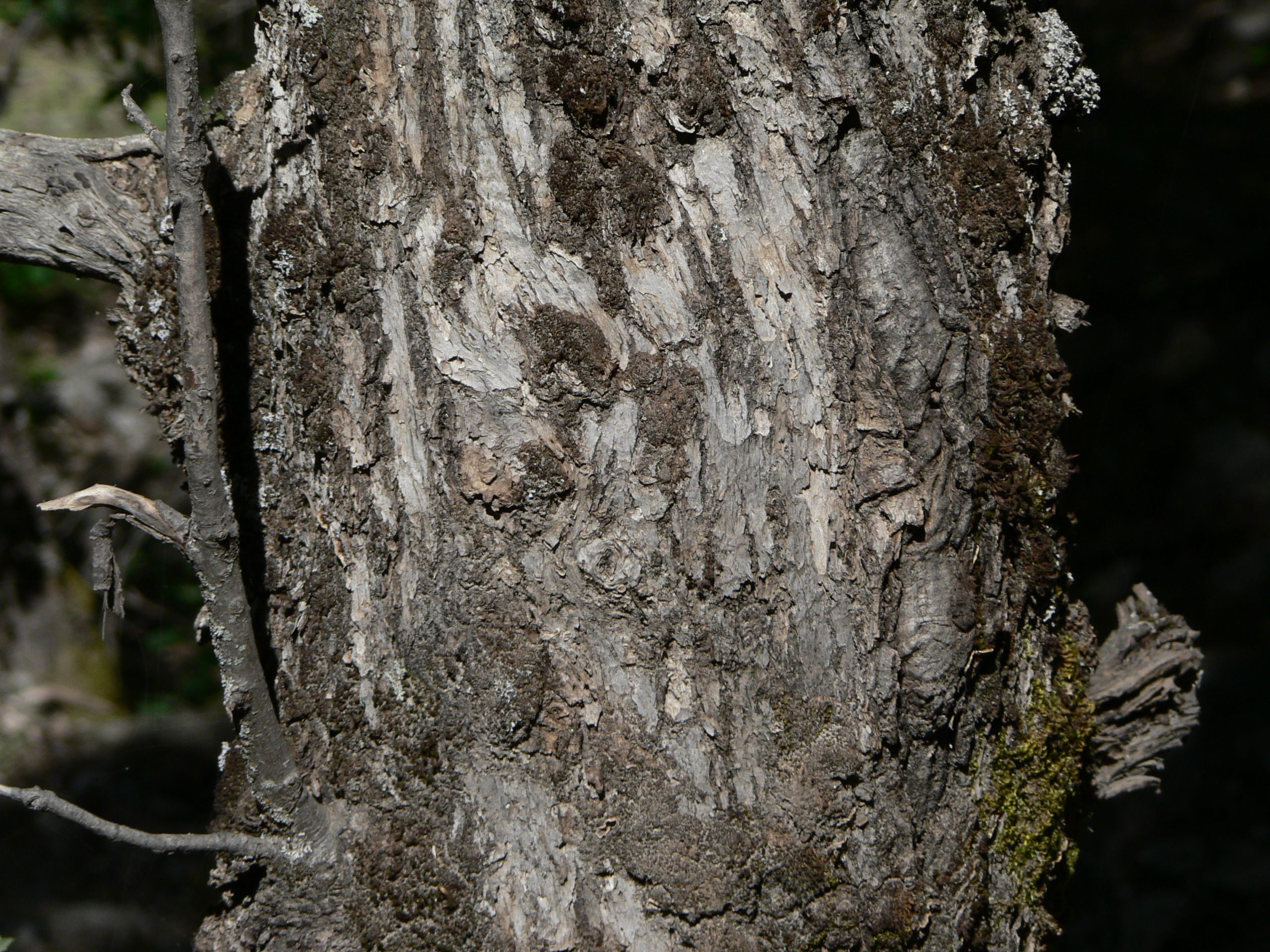